# Форсажная камера

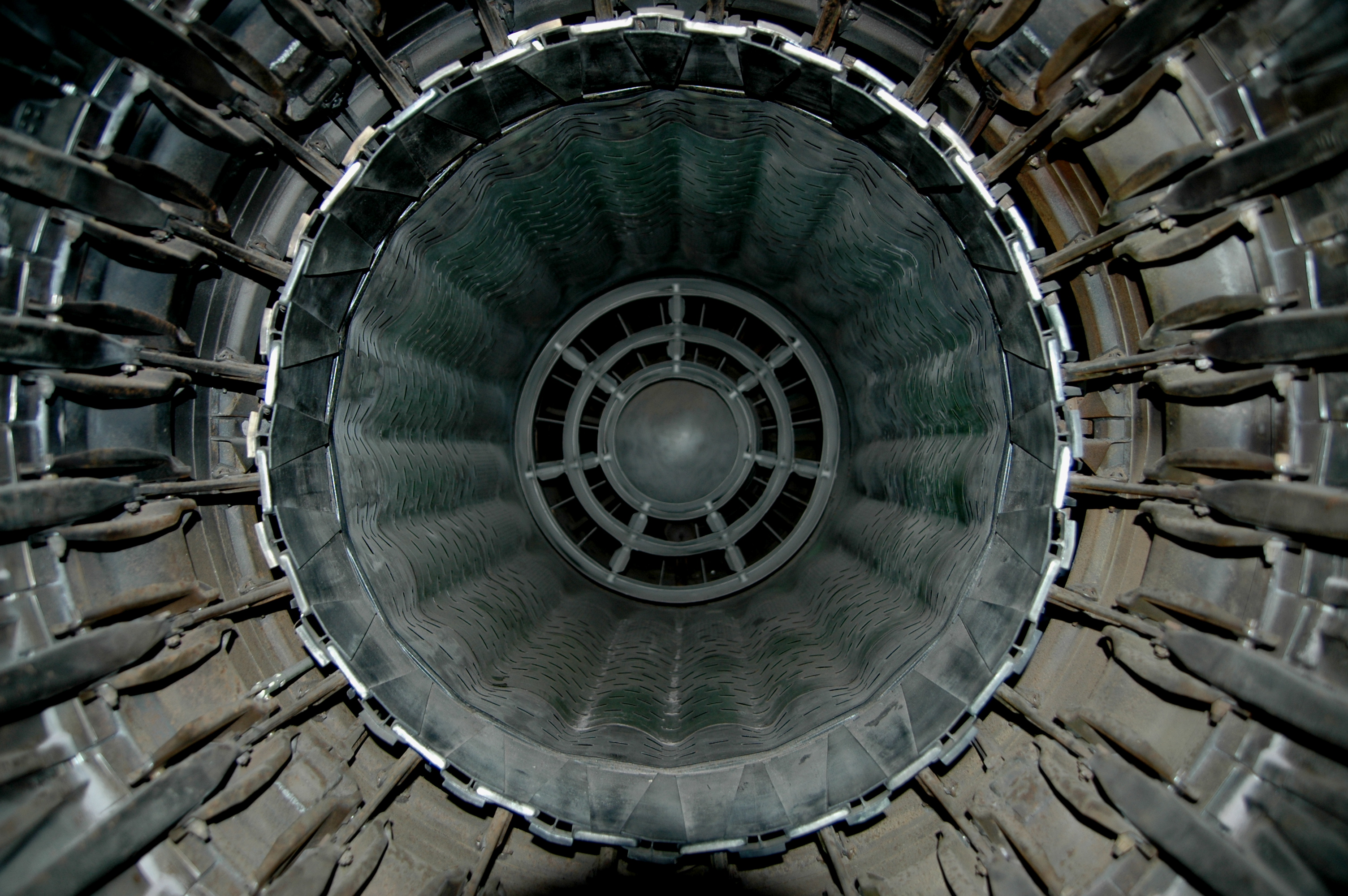
Форсажная камера ТРД General Electric J79. Вид со стороны сопла. В торце находится стабилизатор горения с установленными на нём топливными форсунками, за которым видна турбина.

Форсажная камера (сокращенно ФК) — камера сгорания в турбореактивном двигателе, расположенная за его турбиной.
В турбореактивном двигателе имеется избыток кислорода в камере сгорания, но этот резерв мощности не удаётся реализовать простым увеличением подачи горючего — из-за конструктивных ограничений (по температуре, температура газов перед турбиной обычно составляет 1200-1600 К (927-1227 °С)) лопаток турбины, на которые поступают горячие газы. Для повышения тяги турбореактивного двигателя используется впрыск и сжигание дополнительного топлива в форсажной камере, расположенной между турбиной и соплом турбореактивного двигателя. Внутренняя энергия рабочего тела (газов) перед расширением в сопле повышается, в результате чего скорость его истечения существенно возрастает и тяга двигателя увеличивается в некоторых случаях более чем в 1,5 раза (максимальная температура горения керосина составляет 2200 К (1927 °С)). В современных двигателях температура газов перед турбиной достигает 1800-1900 К (1527-1627 °C).
Топливо в форсажной камере распыляется форсунками и поджигается свечами, как и при запуске ГТД. В дальнейшем, после розжига ФК, процесс горения поддерживается самостоятельно. Причём, в зависимости от типа двигателя, может просто подаваться определённое количество форсажного топлива (нерегулируемый форсаж), или подача форсажного топлива может плавно регулироваться в некоторых пределах перемещением РУД. Для нормального горения топливной смеси, позади турбины устанавливается стабилизатор, функция которого заключается в снижении скорости потока до околонулевых значений (завихрения за стабилизатором).
ТРД и ТРДД с форсажной камерой, как правило, оборудованы сложной автоматикой, в том числе автоматически регулируемым соплом, состоящим из подвижных створок, которые служат для регулировки сечения сопла на разных режимах полёта, и автоматическим воздухозаборником, для регулирования подачи воздуха в двигатель в зависимости от скорости полёта и режима работы двигателя.
Ввиду того, что включение форсажа всегда сопровождается интенсивным расходом топлива и повышением тепловых и механических нагрузок на двигатель, такие двигатели обычно устанавливаются на боевых самолётах для обеспечения такой ценой превосходства в бою. Применение форсажной камеры в двигателях необходимо для поддержания высокой тяги. Включение форсажа значительно увеличивает тягу, что используется, как правило, для полётов на сверхзвуковых скоростях, либо для сокращения длины пробега на взлете.
Истребители пятого поколения имеют возможность выполнения крейсерского полета на сверхзвуковых скоростях без использования форсажа.